# Collorgues
 Collorgues  es una población y comuna francesa, situada en la región de Languedoc-Rosellón, departamento de Gard, en el distrito de Nimes y cantón de Saint-Chaptes.

## Demografía
| 204 | 196 | 196 | 210 | 309 | 359 |
| Para los censos de 1962 a 1999 la población legal corresponde a la población sin duplicidades (Fuente: INSEE [Consultar]) |     |     |     |     |     |